# Seznam dílů seriálu Kriminalista
Toto je seznam dílů seriálu Kriminalista.

## Přehled řad
| Řada | Díly | Premiéra v Německu | Premiéra v Německu | Premiéra v ČR    | Premiéra v ČR      |
| Řada | Díly | První díl          | Poslední díl       | První díl        | Poslední díl       |
| ---- | ---- | ------------------ | ------------------ | ---------------- | ------------------ |
| 1    | 6    | 8. prosince 2006   | 19. ledna 2007     | 5. ledna 2015    | 9. února 2015      |
| 2    | 8    | 14. září 2007      | 25. ledna 2008     | 16. února 2015   | 13. dubna 2015     |
| 3    | 8    | 10. října 2008     | 29. května 2009    | 20. dubna 2015   | 8. června 2015     |
| 4    | 8    | 25. září 2009      | 12. března 2010    | 15. června 2015  | 10. srpna 2015     |
| 5    | 8    | 15. října 2010     | 18. března 2011    | 17. srpna 2015   | 12. října 2015     |
| 6    | 7    | 11. listopadu 2011 | 1. června 2012     | 19. října 2015   | 30. listopadu 2015 |
| 7    | 5    | 19. října 2012     | 16. listopadu 2012 | 7. prosince 2015 | 18. ledna 2016     |
| 8    | 4    | 3. května 2013     | 24. května 2013    | 25. ledna 2016   | 15. února 2016     |
| 9    | 8    | 8. listopadu 2013  | 21. března 2014    | 29. února 2016   | 18. dubna 2016     |
| 10   | 8    | 24. října 2014     | 27. března 2015    | 25. dubna 2016   | 27. června 2016    |
| 11   | 11   | 27. listopadu 2015 | 14. října 2016     | 4. července 2016 | 11. prosince 2017  |
| 12   | 10   | 21. dubna 2017     | 29. prosince 2017  | 21. května 2018  | 3. září 2018       |
| 13   | 6    | 16. listopadu 2018 | 28. prosince 2018  | 7. ledna 2022    | 25. března 2022    |
| 14   | 6    | 11. října 2019     | 23. listopadu 2019 | 14. ledna 2022   | 18. března 2022    |
| 15   | 6    | 28. srpna 2020     | 9. října 2020      | bude oznámeno    | bude oznámeno      |

## Seznam dílů

### První řada (2006–2007)
| Č. v seriálu | Č. v řadě | Původní název     | Český název    | Režie              | Scénář                         | Premiéra v Německu | Premiéra v ČR  |
| ------------ | --------- | ----------------- | -------------- | ------------------ | ------------------------------ | ------------------ | -------------- |
| 1            | 1         | Am Abgrund        | Na pokraji     | Sherry Hormann     | Clemens Murath                 | 8. prosince 2006   | 5. ledna 2015  |
| 2            | 2         | Gefallene Engel   | Padlí andělé   | Torsten C. Fischer | Ralf Hertwig a Kathrin Richter | 15. prosince 2006  | 12. ledna 2015 |
| 3            | 3         | Mördergroupie     | Fanynka vrahů  | Sherry Hormann     | Ralf Hertwig a Kathrin Richter | 22. prosince 2006  | 19. ledna 2015 |
| 4            | 4         | Außer Kontrolle   | Mimo kontrolu  | Torsten C. Fischer | Clemens Murath                 | 5. ledna 2007      | 26. ledna 2015 |
| 5            | 5         | Verbranntes Glück | Spálené štěstí | Torsten C. Fischer | Michael Illner                 | 12. ledna 2007     | 2. února 2015  |
| 6            | 6         | Totgeschwiegen    | Umlčená        | Sherry Hormann     | Gerlinde Wolf a Kerstin Cantz  | 19. ledna 2007     | 9. února 2015  |

### Druhá řada (2007–2008)
| Č. v seriálu | Č. v řadě | Původní název     | Český název     | Režie              | Scénář                              | Premiéra v Německu | Premiéra v ČR   |
| ------------ | --------- | ----------------- | --------------- | ------------------ | ----------------------------------- | ------------------ | --------------- |
| 7            | 1         | Abwärts           | Cesta ke dnu    | Thomas Jahn        | Clemens Murath                      | 14. září 2007      | 16. února 2015  |
| 8            | 2         | Dunkles Geheimnis | Temné tajemství | Thomas Jahn        | Herbert Kugler a Tom Maier          | 12. října 2007     | 23. února 2015  |
| 9            | 3         | Freier Fall       | Volný pád       | Thomas Jahn        | Christoph Silber a Thorsten Wettcke | 9. listopadu 2007  | 2. března 2015  |
| 10           | 4         | Ein ideales Opfer | Ideální oběť    | Jobst C. Oetzmann  | Sven S. Poser                       | 14. prosince 2007  | 9. března 2015  |
| 11           | 5         | Fahrt in den Tod  | Cesta na smrt   | Jobst C. Oetzmann  | Jochen Greve                        | 4. ledna 2008      | 16. března 2015 |
| 12           | 6         | Vertrauenssache   | Věc důvěry      | Torsten C. Fischer | Kathrin Richter                     | 11. ledna 2008     | 23. března 2015 |
| 13           | 7         | Schein und Sein   | Zdání klame     | Torsten C. Fischer | Michael Illner                      | 18. ledna 2008     | 30. března 2015 |
| 14           | 8         | Unter Freunden    | Mezi přáteli    | Torsten C. Fischer | Clemens Murath                      | 25. ledna 2008     | 13. dubna 2015  |

### Třetí řada (2008–2009)
| Č. v seriálu | Č. v řadě | Původní název       | Český název        | Režie            | Scénář                              | Premiéra v Německu | Premiéra v ČR   |
| ------------ | --------- | ------------------- | ------------------ | ---------------- | ----------------------------------- | ------------------ | --------------- |
| 15           | 1         | Bluesgewehr         | Vražedné blues     | Dagmar Hirtz     | Clemens Murath                      | 10. října 2008     | 20. dubna 2015  |
| 16           | 2         | Eiskalter Tod       | Ledová smrt        | Buddy Giovinazzo | Wolf R. Kuhl                        | 17. října 2008     | 27. dubna 2015  |
| 17           | 3         | Schlaflos           | Noční pták         | Dagmar Hirtz     | Esther Bernstorff                   | 24. října 2008     | 4. května 2015  |
| 18           | 4         | Ruhe in Frieden     | Odpočívej v pokoji | Buddy Giovinazzo | Markus Hoffmann                     | 31. října 2008     | 11. května 2015 |
| 19           | 5         | Zwischen den Welten | Paralelní světy    | Elmar Fischer    | Georg Lemppenau a Felix Randau      | 8. května 2009     | 18. května 2015 |
| 20           | 6         | Zerschlagene Träume | Zmařené sny        | Elmar Fischer    | Herbert Kugler a Tom Maier          | 15. května 2009    | 25. května 2015 |
| 21           | 7         | Mauer im Kopf       | Zeď v hlavě        | Buddy Giovinazzo | Christoph Silber a Thorsten Wettcke | 22. května 2009    | 1. června 2015  |
| 22           | 8         | Die Kronzeugin      | Korunní svědkyně   | Elmar Fischer    | Markus Stromiedel a Silke Schwella  | 29. května 2009    | 8. června 2015  |

### Čtvrtá řada (2009–2010)
| Č. v seriálu | Č. v řadě | Původní název      | Český název      | Režie             | Scénář                              | Premiéra v Německu | Premiéra v ČR     |
| ------------ | --------- | ------------------ | ---------------- | ----------------- | ----------------------------------- | ------------------ | ----------------- |
| 23           | 1         | Das Geständnis     | Doznání          | Thomas Jahn       | Christoph Silber a Thorsten Wettcke | 25. září 2009      | 15. června 2015   |
| 24           | 2         | Der gute Samariter | Dobrý samaritán  | Thomas Jahn       | Christoph Silber a Thorsten Wettcke | 2. října 2009      | 22. června 2015   |
| 25           | 3         | Spurlos            | Beze stopy       | Thomas Jahn       | Clemens Murath                      | 9. října 2009      | 6. července 2015  |
| 26           | 4         | Die vierte Gewalt  | Sedmá velmoc     | Christian Görlitz | Markus Hoffmann                     | 16. října 2009     | 13. července 2015 |
| 27           | 5         | Amok               | Amok             | Christian Görlitz | Ulf Tschauder                       | 19. února 2010     | 20. července 2015 |
| 28           | 6         | Getauschtes Leben  | Zaměněné životy  | Christian Görlitz | Esther Bernstorff                   | 26. února 2010     | 27. července 2015 |
| 29           | 7         | Der Schatten       | Stín             | Züli Aladağ       | Lorenz Lau-Uhle                     | 5. března 2010     | 3. srpna 2015     |
| 30           | 8         | Tod gegen Liebe    | Smrt proti lásce | Züli Aladağ       | Kathrin Richter                     | 12. března 2010    | 10. srpna 2015    |

### Pátá řada (2010–2011)
| Č. v seriálu | Č. v řadě | Původní název              | Český název                | Režie             | Scénář                                           | Premiéra v Německu | Premiéra v ČR  |
| ------------ | --------- | -------------------------- | -------------------------- | ----------------- | ------------------------------------------------ | ------------------ | -------------- |
| 31           | 1         | Schatten der Vergangenheit | Stíny minulosti            | Thomas Jahn       | Thomas Jahn                                      | 15. října 2010     | 17. srpna 2015 |
| 32           | 2         | Das Vogelmädchen           | Dívka s ptáčkem            | Christian Görlitz | Esther Bernstorff                                | 22. října 2010     | 31. srpna 2015 |
| 33           | 3         | Schuld und Sühne           | Vina a trest               | Thomas Jahn       | Markus Hoffmann a Uwe Kossmann                   | 29. října 2010     | 7. září 2015   |
| 34           | 4         | Das Verhör                 | Výslech                    | Thomas Jahn       | Thomas Jahn                                      | 5. listopadu 2010  | 14. září 2015  |
| 35           | 5         | Zwischen den Fronten       | Mezi frontami              | Christian Görlitz | Clemens Murath                                   | 5. listopadu 2010  | 21. září 2015  |
| 36           | 6         | Dierhagens Vermächtnis     | Dierhagenova poslední vůle | Christian Görlitz | Ulf Tschauder                                    | 25. února 2011     | 28. září 2015  |
| 37           | 7         | Tod eines Begleiters       | Smrt gigola                | Züli Aladağ       | Lorenz Lau-Uhle                                  | 11. března 2011    | 5. října 2015  |
| 38           | 8         | Abgetaucht                 | Ztráta paměti              | Züli Aladağ       | Christoph Silber, Thorsten Wettcke a Züli Aladag | 18. března 2011    | 12. října 2015 |

### Šestá řada (2011–2012)
| Č. v seriálu | Č. v řadě | Původní název           | Český název                 | Režie             | Scénář                              | Premiéra v Německu | Premiéra v ČR      |
| ------------ | --------- | ----------------------- | --------------------------- | ----------------- | ----------------------------------- | ------------------ | ------------------ |
| 39           | 1         | Unter Druck             | Pod tlakem                  | Hannu Salonen     | Thorsten Wettcke a Christoph Silber | 11. listopadu 2011 | 19. října 2015     |
| 40           | 2         | Der Beschützer          | Ochránce                    | Hannu Salonen     | Lorenz Lau-Uhle                     | 18. listopadu 2011 | 26. října 2015     |
| 41           | 3         | Grüße von Johnny Silver | Pozdrav od Johnnyho Silvera | Hannu Salonen     | Clemens Murath                      | 25. listopadu 2011 | 2. listopadu 2015  |
| 42           | 4         | Sucht                   | Posedlost                   | Filippos Tsitos   | Clemens Murath                      | 2. prosince 2011   | 9. listopadu 2015  |
| 43           | 5         | Schamlos                | Nestyda                     | Filippos Tsitos   | Douglas Wissmann                    | 18. května 2012    | 16. listopadu 2015 |
| 44           | 6         | Magdalena               | Magdalena                   | Christian Görlitz | Ulf Tschauder                       | 25. května 2012    | 23. listopadu 2015 |
| 45           | 7         | Ohnmacht                | Bezmocnost                  | Christian Görlitz | Marija Erceg                        | 1. června 2012     | 30. listopadu 2015 |

### Sedmá řada (2012)
| Č. v seriálu | Č. v řadě | Původní název      | Český název       | Režie             | Scénář                             | Premiéra v Německu | Premiéra v ČR     |
| ------------ | --------- | ------------------ | ----------------- | ----------------- | ---------------------------------- | ------------------ | ----------------- |
| 46           | 1         | Des Königs Schwert | Králův meč        | Hannu Salonen     | Hannu Salonen                      | 19. října 2012     | 7. prosince 2015  |
| 47           | 2         | Schumanns Fehler   | Schumannova chyba | Christian Görlitz | Daniel Douglas Wissmann            | 26. října 2012     | 14. prosince 2015 |
| 48           | 3         | Blaues Blut        | Zasvěcení smrti   | Christian Görlitz | Lorenz Lau-Uhle                    | 2. listopadu 2012  | 4. ledna 2016     |
| 49           | 4         | Todgeweiht         | Doživotí          | Hannu Salonen     | Khyana el Bitar a Matthias Keilich | 9. listopadu 2012  | 11. ledna 2016    |
| 50           | 5         | Lebenslänglich     | Modrá krev        | Christian Görlitz | Frank Koopmann a Jeanet Pfitzer    | 16. listopadu 2012 | 18. ledna 2016    |

### Osmá řada (2013)
| Č. v seriálu | Č. v řadě | Původní název     | Český název      | Režie             | Scénář                          | Premiéra v Německu | Premiéra v ČR  |
| ------------ | --------- | ----------------- | ---------------- | ----------------- | ------------------------------- | ------------------ | -------------- |
| 51           | 1         | Dolly 2.0         | Dolly 2          | Christian Görlitz | Frank Koopmann a Jeanet Pfitzer | 3. května 2013     | 25. ledna 2016 |
| 52           | 2         | Der Sobottka-Clan | Klan Sobotkových | Hannu Salonen     | Ulf Tschauder                   | 10. května 2013    | 1. února 2016  |
| 53           | 3         | Nacht am See      | Noc u jezera     | Christian Görlitz | Clemens Murath                  | 17. května 2013    | 8. února 2016  |
| 54           | 4         | Vergeltung        | Odplata          | Christian Görlitz | Christoph Darnstädt             | 24. května 2013    | 15. února 2016 |

### Devátá řada (2013–2014)
| Č. v seriálu | Č. v řadě | Původní název             | Český název                  | Režie             | Scénář                          | Premiéra v Německu | Premiéra v ČR   |
| ------------ | --------- | ------------------------- | ---------------------------- | ----------------- | ------------------------------- | ------------------ | --------------- |
| 55           | 1         | Der Puppenspieler         | Loutkovodič                  | Christian Görlitz | Astrid Paprotta                 | 8. listopadu 2013  | 29. února 2016  |
| 56           | 2         | Bettelflug                | Pod ochrannými křídly        | Christian Görlitz | Marija Erceg                    | 22. listopadu 2013 | 7. března 2016  |
| 57           | 3         | Zwei Welten               | Dva světy                    | Filippos Tsitos   | Ulf Tschauder                   | 29. listopadu 2013 | 14. března 2016 |
| 58           | 4         | Auf Sand gebaut           | Domeček z karet              | Filippos Tsitos   | Lorenz Lau-Uhle                 | 14. února 2014     | 21. března 2016 |
| 59           | 5         | Die barfüßige Prinzessin  | Bosá princezna               | Filippos Tsitos   | Khyana el Bitar                 | 21. února 2014     | 28. března 2016 |
| 60           | 6         | Rex Solus                 | Osamělý král                 | Stephan Rick      | Kurt Klinke                     | 7. března 2014     | 4. dubna 2016   |
| 61           | 7         | Tod im Paradies           | Smrt v ráji                  | Christian Görlitz | Jeanet Pfitzer a Frank Koopmann | 14. března 2014    | 11. dubna 2016  |
| 62           | 8         | Das Liebste, was ich habe | Můj největší poklad na světě | Stephan Rick      | Gregor Edelmann                 | 21. března 2014    | 18. dubna 2016  |

### Desátá řada (2014–2015)
| Č. v seriálu | Č. v řadě | Původní název          | Český název          | Režie             | Scénář                              | Premiéra v Německu | Premiéra v ČR   |
| ------------ | --------- | ---------------------- | -------------------- | ----------------- | ----------------------------------- | ------------------ | --------------- |
| 63           | 1         | Checker Kreuzkölln     | Velké oko Kreuzkolln | Christian Görlitz | Frank Koopmann a Jeanet Pfitzer     | 24. října 2014     | 25. dubna 2016  |
| 64           | 2         | Der letzte Flug        | Poslední let         | Filippos Tsitos   | Khyana el Bitar                     | 31. října 2014     | 2. května 2016  |
| 65           | 3         | Verlorenes Glück       | Ztracené štěstí      | Christian Görlitz | Edeltraud Rabitzer                  | 7. listopadu 2014  | 9. května 2016  |
| 66           | 4         | Ums Leben betrogen     | Zmařený život        | Christian Görlitz | Gregor Edelmann                     | 14. listopadu 2014 | 16. května 2016 |
| 67           | 5         | Der Spieler            | Hráč                 | Filippos Tsitos   | Christoph Busche                    | 6. března 2015     | 20. června 2016 |
| 68           | 6         | Kleine Schritte        | Malé krůčky          | Thomas Roth       | Jörg Tensing                        | 13. března 2015    | 27. června 2016 |
| 69           | 7         | Treu bis in den Tod    | Věrnost až za hrob   | Filippos Tsitos   | Christoph Busche                    | 20. března 2015    | 23. května 2016 |
| 70           | 8         | Die Unschuld der Engel | Andělská nevinnost   | Thomas Roth       | Michael Comtesse a Joern Gronenfels | 27. března 2015    | 30. května 2016 |

### Jedenáctá řada (2015–2016)
| Č. v seriálu | Č. v řadě | Původní název                 | Český název              | Režie             | Scénář                           | Premiéra v Německu | Premiéra v ČR      |
| ------------ | --------- | ----------------------------- | ------------------------ | ----------------- | -------------------------------- | ------------------ | ------------------ |
| 71           | 1         | Der Andere                    | Někdo jiný               | Christian Görlitz | Astrid Paprotta                  | 27. listopadu 2015 | 4. července 2016   |
| 72           | 2         | Im Namen des Vaters           | Ve jménu otce            | Christian Görlitz | Frank Koopmann a Jeanet Pfitzer  | 4. prosince 2015   | 11. července 2016  |
| 73           | 3         | Die Liebeslehrerin            | Učitelka lásky           | Christian Görlitz | Lorenz Lau-Uhle                  | 11. prosince 2015  | 18. července 2016  |
| 74           | 4         | Der Hacker                    | Hacker                   | Christian Görlitz | Christoph Busche                 | 18. prosince 2015  | 25. července 2016  |
| 75           | 5         | Asche zu Asche                | Popel popelu             | Filippos Tsitos   | Jens Urban                       | 2. září 2016       | 30. října 2017     |
| 76           | 6         | Ihr letzter Hit               | Její poslední hit        | Stephan Lacant    | Daniel Schwarz a Thomas Schwebel | 9. září 2016       | 6. listopadu 2017  |
| 77           | 7         | Die Mensch-Maschine           | Lidský stroj             | Stephan Lacant    | Frank Koopmann a Jeanet Pfitzer  | 16. září 2016      | 13. listopadu 2017 |
| 78           | 8         | Luna ist tot                  | Luna je mrtvá            | Filippos Tsitos   | Georg Heinzen                    | 23. září 2016      | 20. listopadu 2017 |
| 79           | 9         | Der Kämpfer                   | Zápasník                 | Filippos Tsitos   | Christoph Busche                 | 30. září 2016      | 27. listopadu 2017 |
| 80           | 10        | Rabenmutter                   | Krkavčí matka            | Filippos Tsitos   | Poppy Bernstein                  | 7. října 2016      | 4. prosince 2017   |
| 81           | 11        | Die zwei Tode des Igor Dovgal | Dvojí smrt Igora Dovgala | Filippos Tsitos   | Michael Comtesse                 | 14. října 2016     | 11. prosince 2017  |

### Dvanáctá řada (2017)
| Č. v seriálu | Č. v řadě | Původní název              | Český název                 | Režie             | Scénář                                              | Premiéra v Německu | Premiéra v ČR    |
| ------------ | --------- | -------------------------- | --------------------------- | ----------------- | --------------------------------------------------- | ------------------ | ---------------- |
| 82           | 1         | Der verlorene Sohn         | Ztracený syn                | Christian Görlitz | Frank Koopmann a Jeanet Pfitzer                     | 21. dubna 2017     | 21. května 2018  |
| 83           | 2         | Claire                     | Claire                      | Christian Görlitz | Jörg Tensing, Sabine Radebold a Tobias Stille       | 28. dubna 2017     | 28. května 2018  |
| 84           | 3         | Hochrisiko                 | Vysoké riziko               | Theresa von Eltz  | Stephan Falk                                        | 5. května 2017     | 4. června 2018   |
| 85           | 4         | Mutter des Sturms          | Matka bouře                 | Christian Görlitz | Michael Comtesse                                    | 12. května 2017    | 11. června 2018  |
| 86           | 5         | Schattenmädchen            | Dívka ve stínu              | Theresa von Eltz  | Martin Maurer, Stefan Kuhlmann a Florian Gottschick | 19. května 2017    | 18. června 2018  |
| 87           | 6         | Esthers Geheimnis (Teil 1) | Esteřino tajemství, část 1. | Theresa von Eltz  | Florian Schumacher a Jan Cronauer                   | 24. listopadu 2017 | 25. června 2018  |
| 88           | 7         | Esthers Geheimnis (Teil 2) | Esteřino tajemství, část 2. | Theresa von Eltz  | Florian Schumacher a Jan Cronauer                   | 1. prosince 2017   | 2. července 2018 |
| 89           | 8         | Der Krieger                | Bojovník                    | Theresa von Eltz  | Jan Cronauer                                        | 8. prosince 2017   | 20. srpna 2018   |
| 90           | 9         | Totentanz                  | Tanec smrti                 | Filippos Tsitos   | Christoph Busche                                    | 22. prosince 2017  | 27. srpna 2018   |
| 91           | 10        | Die offene Tür             | Otevřené dveře              | Züli Aladağ       | Christoph Darnstädt                                 | 29. prosince 2017  | 3. září 2018     |

### Třináctá řada (2018)
| Č. v seriálu | Č. v řadě | Původní název      | Český název     | Režie             | Scénář             | Premiéra v Německu | Premiéra v ČR   |
| ------------ | --------- | ------------------ | --------------- | ----------------- | ------------------ | ------------------ | --------------- |
| 92           | 1         | Grenzgang          | Přechod hranice | Christian Görlitz | Dirk Morgenstern   | 16. listopadu 2018 | 4. března 2022  |
| 93           | 2         | Pick-up-Artist     | Svůdce          | Grzegorz Muskala  | Lorenz Lau-Uhle    | 23. listopadu 2018 | 21. ledna 2022  |
| 94           | 3         | Zuhause            | Domov           | Grzegorz Muskala  | Bernd Lange        | 30. listopadu 2018 | 25. března 2022 |
| 95           | 4         | Schatten der Nacht | Stíny noci      | Filippos Tsitos   | Dirk Morgenstern   | 7. prosince 2018   | 7. ledna 2022   |
| 96           | 5         | Kleiner Bruder     | Mladší bratr    | Züli Aladağ       | Florian Schumacher | 14. prosince 2018  | 28. ledna 2022  |
| 97           | 6         | Fenster zum Hof    | Okno do dvora   | Züli Aladağ       | Florian Gottschick | 28. prosince 2018  | 11. února 2022  |

### Čtrnáctá řada (2019)
| Č. v seriálu | Č. v řadě | Původní název           | Český název           | Režie             | Scénář                          | Premiéra v Německu | Premiéra v ČR   |
| ------------ | --------- | ----------------------- | --------------------- | ----------------- | ------------------------------- | ------------------ | --------------- |
| 98           | 1         | Gefährliche Liebschaft  | Nebezpečná známost    | Züli Aladag       | Jan Cronauer                    | 11. října 2019     | 4. února 2022   |
| 99           | 2         | Crash Extreme           | Drastické nehody      | Filippos Tsitos   | Jan Cronauer a Krystof Zlatnik  | 18. října 2019     | 11. března 2022 |
| 100          | 3         | Der Fall Bruno Schumann | Případ Bruno Schumann | Filippos Tsitos   | Jeanet Pfitzer a Frank Koopmann | 25. října 2019     | 14. ledna 2022  |
| 101          | 4         | Scherbentod             | Smrt před zrcadlem    | Christian Görlitz | Karlotta Ehrenberg              | 2. listopadu 2019  | 18. února 2022  |
| 102          | 5         | Die Richterin           | Soudkyně              | Filippos Tsitos   | Jan Cronauer a Krystof Zlatnik  | 16. listopadu 2019 | 18. března 2022 |
| 103          | 6         | Unsterblich             | Nesmrtelná            | Christian Görlitz | Eva Strasser a Ansgar Vogt      | 23. listopadu 2019 | 25. února 2022  |

### Patnáctá řada (2020)
| Č. v seriálu | Č. v řadě | Původní název                      | Český název   | Režie           | Scénář                         | Premiéra v Německu | Premiéra v ČR |
| ------------ | --------- | ---------------------------------- | ------------- | --------------- | ------------------------------ | ------------------ | ------------- |
| 104          | 1         | Das Böse in uns                    | bude oznámeno | Filippos Zitos  | Stefanie Veith                 | 28. srpna 2020     | bude oznámeno |
| 105          | 2         | Wider das Vergessen                | bude oznámeno | Filippos Zitos  | Jeanet Pfitzer, Frank Koopmann | 4. září 2020       | bude oznámeno |
| 106          | 3         | Wir haben es nicht besser verdient | bude oznámeno | Thomas Roth     | Jan Cronauer, Krystof Zlatnik  | 11. září 2020      | bude oznámeno |
| 107          | 4         | Horrorclown                        | bude oznámeno | Filippos Tsitos | Lukas Schepp                   | 25. září 2020      | bude oznámeno |
| 108          | 5         | Roter Schatten                     | bude oznámeno | Thomas Roth     | Dirk Morgenstern               | 2. října 2020      | bude oznámeno |
| 109          | 6         | Freunde von früher                 | bude oznámeno | Thomas Roth     | Bernd Lange                    | 9. října 2020      | bude oznámeno |